# Động đất Rasht 2021
Động đất Rasht 2021 (tiếng Anh: 2021 Rasht earthquake) là trận động đất xảy ra vào lúc 07:14 (UTC+5), ngày 10 tháng 7 năm 2021. Trận động đất có cường độ 5,7 Mw, tâm chấn độ sâu khoảng 11,8 km. Hậu quả trận động đất đã làm 5 người chết, 30 người bị thương.